# Маслово (посёлок, городской округ Кашира)
Маслово — поселок в городском округе Кашира Московской области.

## География
Находится в южной части Московской области на расстоянии приблизительно 23 км на юго-восток по прямой от железнодорожной станции Кашира, прилегает с запада к старинной деревне Маслово.

## История
До 2015 года входил в состав сельского поселения Топкановского Каширского района.

## Население
Постоянное население составляло 154 человека в 2002 году (русские 96 %), 167 в 2010.